# ヴォプナフィヨルズル
ヴォプナフィヨルズル（氷語: Vopnafjörður、「武器の峡湾」の意）はアイスランド北東部にある村および自治体であり、村は同名の山がちなフィヨルドの中ほどにある半島に位置する。主な産業は海産物加工業、農業、観光業などである。日本の古い地図などではボスナフェルジュルと表記されていることがある。

## 概要

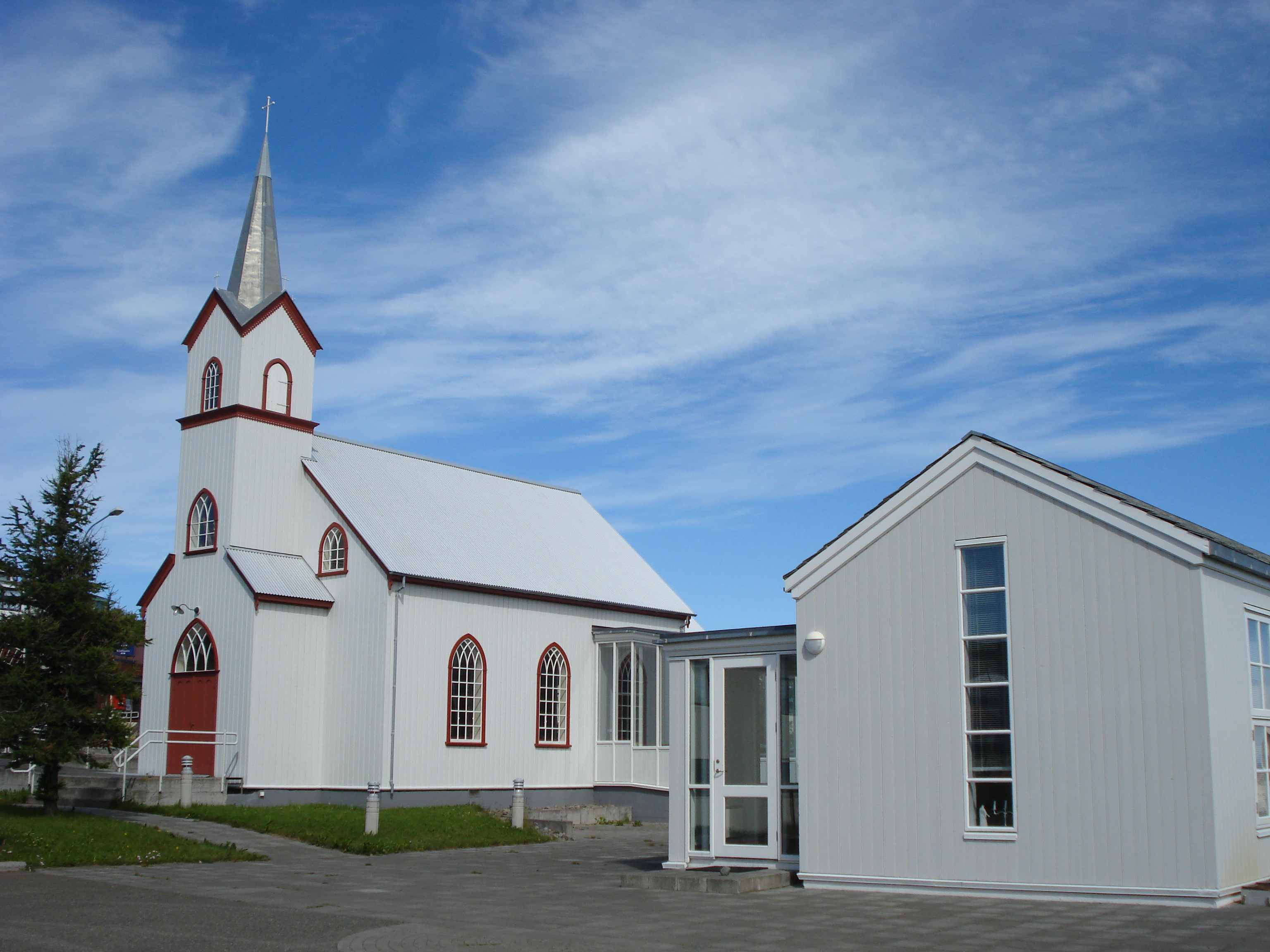
ヴォプナルフィヨルズルにある教会

ヴォプナフィヨルズルはサケの遡上する川と豊かな自然で有名である。サケの川としてはホーフスアゥ (Hofsá) とセールアゥ (Selá) がよく知られている。その自然を楽しむために、チャールズ3世（当時皇太子）、ブッシュ（父）米大統領、ジャック・ニクラウス、ベルギーのパオラ王妃などの有名人が訪れている。
ヴォプナフィヨルズルは国道85号線の沿線にあり、平日にはアークレイリまで航空便が出ている。ヴォプナフィヨルズルには児童数約90人の小学校、銀行（ランズバンキ銀行）、病院などの社会インフラがある。最大の会社は、アイスランド最大の漁業会社であるHB Grandi (en) であり、冷凍工場と海産物加工場がある。

## 歴史
ヴォプナフィヨルズルの湾にはじめて入植したのはヴァイキングで、それは9世紀であったとされている。「ヴォプナフィヨルズル」という名前は上述のように「武器のフィヨルド」あるいは「武器の湾」を意味しており、最初期の入植者であるエイヴィンドゥル・ヴォプニ (Eyvindur vopni）の名前に由来する。
13世紀に、一連の叙事詩（英雄とその家族の物語）としてアイスランド人のサガ (Íslendingasögur, en)が編集された。それに含まれるヴァゥプンフィルジンガ・サガ (Vápnfirðinga saga) には、10世紀ごろにヴァイキングの首領たちの間に争いがあり、多くの死者が出たとある。
1264年にアイスランドがノルウェーの一部になり独立を失ってからのヴォプナフィヨルズルの歴史に関する資料は、ほとんど残っていない。近世になってから国外から商人が渡るようになり、17世紀から18世紀には東アイスランドに3つあった貿易港の一つとして機能した。
19世紀になってからは、デンマークの貿易会社オールム＆ウルフ (Ørum & Wulff）が、ヴォプナフィヨルズルを拠点に精力的に事業を展開した。1918年にはカウプフェラク・ヴォプンフィルジンガ (Kaupfélag Vopnfirðinga）という協同組合が設立され、20世紀の間はヴォプナフィヨルズルで最大規模の雇用を提供していたが、2004年に倒産している。
19世紀の後半には、湾に近い低地部で人口が密集し始め、貧しい農民がヴォプナフィヨルズル近くの山間部に強制的に移住させられた。多くの人々がそういった場所で数十年の間、過酷な生活環境で暮らしていた。ノーベル文学賞受賞者のハルドル・ラクスネスはそこに着想を得て『独立の民』（Sjálfstætt fólk、en、邦訳講談社刊）を執筆し、これが1955年の受賞のきっかけとなった。
ヴォプナフィヨルズルでは、道路網、港湾施設、橋梁といった社会基盤は20世紀の初期から整備され始めた。現在では十分に整備されている。

### アメリカへの移民
19世紀後半から20世紀前半にかけてのアイスランドからアメリカへの移民の多くが、ヴォプナフィヨルズルから出港した。ヴォプナフィヨルズルの住民だった人々の子孫は、現在北アメリカに数千人いると考えられている。

## 地理
ヴォプナフィヨルズルはアイスランド島の北東部に位置する。ヴォプナフィヨルズルの一帯には、細長い半島 (tangi)、岩肌の海岸、多くの小島、入り江、河口、黒い砂浜などがある。
氷河期（約10000年前ごろ）にはヴォプナフィヨルズルは氷河で覆われており、山間部が大きく削られた。氷河期が終わった後、氷河が消失したことで荷重がなくなり、地表が隆起して現在の地形が形成されたと考えられている。
ヴォプナフィヨルズルに流れ込む川のうち、もっとも大きなものはホーフスアゥ (Hofsá) であり、この川はアイスランドでもサケ漁でもっともよく知られている。湾のすぐ脇には高さ 1077 m のクロッサヴィークがそびえている。
ヴォプナフィヨルズル村は、湾の中ほどにある細長い半島上にある。周囲には、ホーフスアゥルダールル (Hofsárdalur) およびヴェストゥルアゥルダールル (Vesturárdalur) の二つの谷、および海岸まで農場が広がっている。

## 気候
および同緯度の他の場所と比べると、ヴォプナフィヨルズルは北大西洋に面しているわりには暖かい。冬でも気温が −10 °C を下回ることはほとんどない。これはメキシコ湾流の影響である。夏季はおおよそ涼しく、ときどき 20 °C まで上がる程度である。

## 政治

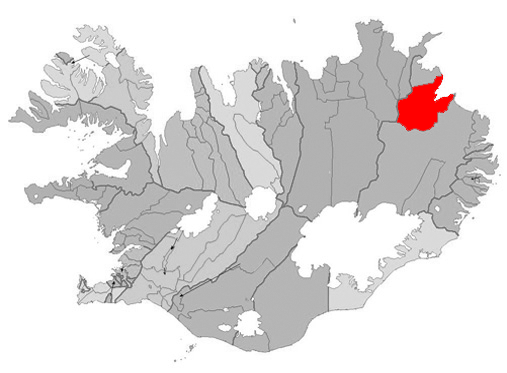
ヴォプナフィヤルザルフレップル

ヴォプナフィヨルズル一帯はヴォプナフィヤルザルフレップル (Vopnafjarðarhreppur) という自治体を構成している。自治体には議会が設置されており、議員は7名、その任期は4年であり、ヴォプナフィヨルズル住民による直接選挙で選出される。ヴォプナフィヨルズルに住民登録をしている18歳以上の成人に選挙権がある。2010年に選挙が行われている。

## 人口
2011年1月1日現在、ヴォプナフィヨルズルの人口は 668人 である。うち 529 人が村内に、139 人が村外の住人が非常に少ない区域に住んでいる。男性 350 人、女性 318 人であり、未成年 (18歳未満) は 146 人である。
2010年では、総人口 683 のうち 666 人がアイスランドの国籍を持っていた。他の 17 人は外国籍で、アイスランドとの二重（あるいは多重）国籍の者はいなかった。17 人の内訳は、デンマーク 4、フィンランド 1、ドイツ 3、ラトビア 1、メキシコ 1、オランダ 1、スイス 1、タイ 3、イギリス 1、アメリカ 1であった。
1901年にはヴォプナフィヨルズルの人口は 987 だったが、1950 年には 677 に、1990 年には 908 に、2000年には 789 に、と増減している。

## スポーツ
ヴォプナフィヨルズルにはエインヘルジ (Einherji) というスポーツクラブがある。また、もっとも盛んなのはサッカーである。

## 観光資源
- ブスタルフェットル（Bustarfell）民族博物館
- グリューヴルスアゥルフォス（Gljúfursárfoss）、ヴォプナフィヨルズル南岸にある滝
- ハイランド農場（Highland farms）ハルドル・ラクスネスの「独立の民」にならって作られた農場
- リョゥツスタジル (Ljótsstaðir）グンナー・グンナルソン（Gunnar Gunnarsson）が幼少時に暮らした家
- ムーラストファ (Múlastofa）ヴォプナフィヨルズル出身の音楽家、脚本家のヨウン・ムーリ・アウルナソン (Jón Múli Árnason) とヨウナス・アウルナソン (Jónas Árnason) の博物館

## 竜伝説

アイスランドの国章。ヴォプナフィヨルズルのドラゴンが右上部に置かれている。

13世紀に編纂された『ヘイムスクリングラ』（ノルウェー王に関するサガ）には、アイスランドを侵略せんとするデンマーク王の命令を受けてアイスランドに偵察に向かった魔法使いの話がある。その魔法使いがヴォプナフィヨルズルにたどり着いたとき、湾を守る巨大な竜に遭遇した。竜は湾に近づく者を追い返しており、多くのトカゲや蛇がその竜に従っていた。この竜はアイスランドの4体の偉大なランドヴェーッティル（守護者、守護精霊の意）の1体であった。この伝説から、ヴォプナフィヨルズルの象徴として竜が現在に至るまで用いられ、アイスランドの国章にも描かれている。

## 出身者
- ビョルグヴィン・グスムンドソン (Björgvin Guðmundsson)、作曲家
- グンナー・グンナルソン (Gunnar Gunnarsson)、作家
- ヨウン・ムーリ・アウルナソン  (is:Jón Múli Árnason) 、音楽家、脚本家、ラジオパーソナリティ
- ヨウナス・アウルナソン  (is:Jónas Árnason) 、脚本家、作詞家
- リンダ・ペトゥルスドッティル (Linda Pétursdóttir)、実業家、1988年ミス・ワールド (Miss World 1988)
- パゥルミ・グンナルソン (Pálmi Gunnarsson)、ポピュラー歌手
- シグルズール・ソラリンソン (Sigurður Þórarinsson)、地質学者、作詞家